# Flueøjet
Flueøjet er en dansk eksperimentalfilm fra 1984 instrueret af Helle Ibsen.

## Handling
En række kortslutninger mellem fire piger og en voyeur.